# Château d'Altenstein
Le château d'Altenstein est un château d'Allemagne, situé à Bad Liebenstein dans l'ancien duché de Saxe-Meiningen dans l'actuel land de Thuringe. C'était la résidence d'été de la famille de Saxe-Meiningen.

## Histoire

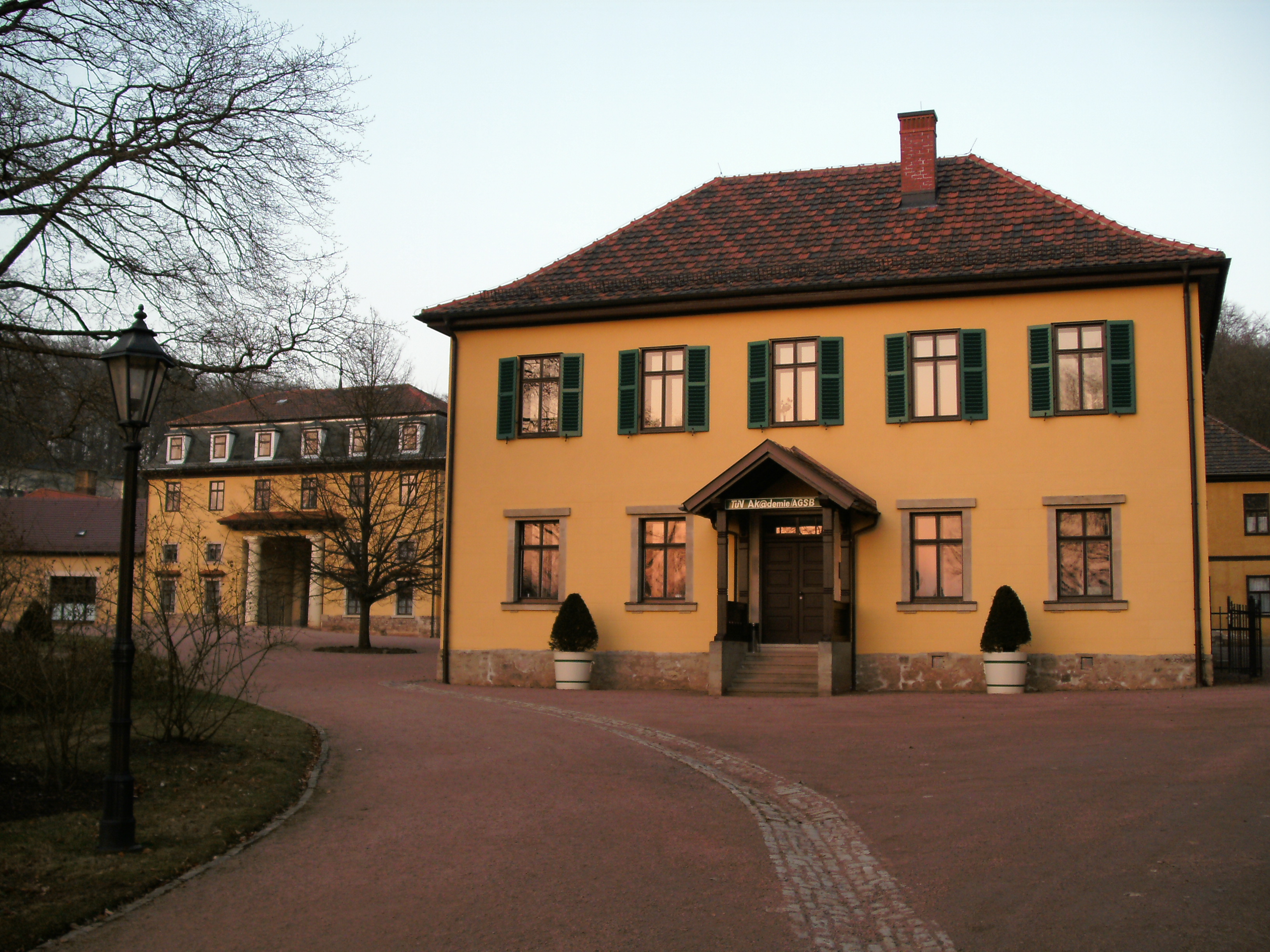
Maison du maréchal de la Cour

Saint Boniface prêcha le christianisme à cet endroit en 724 et l'on y fit construire une chapelle. Cinquante ans plus tard un château fort est bâti. Dudo von Stein en est le seigneur en 1116. Un nouveau château fort (Neuenburg) est construit sur la falaise Saint-Boniface en 1150, dont les domaines appartiennent à l'abbaye de Fulda et il est donné comme fief à la famille Frankenstein, d'où son nom d' Alter Stein, à l'époque. Les villages de Gumpelstadt, Waldfisch, Schweina et Steinbach lui sont unis. Le château et ses terres appartiennent ensuite à la famille Salza, de Langensalza, et est vendu en 1346 aux landgraves de Thuringe dont les différents membres renforcent les fortifications.
Le château entre dans les possessions de la famille Hund von Wenkheim à la fin du XVe siècle. Burghard II de Wenkheim se saisit le 4 mai 1521 de Martin Luther qui était à quelques kilomètres et le conduit à la Wartbourg. Le château d'Altenstein est pris et détruit en 1554 par les armées de la Franconie et du Brunswick qui combattaient le margrave d'Ansbach. On le reconstruit à partir de 1557. Le dernier héritier des Hund von Wenkheim, Eberhard (1647-1722), y naît et, seigneur scrupuleux de la prospérité de ses domaines, le réaménage.
Les ducs de Saxe-Meiningen qui régnaient depuis 1680 dans la région s'en portent acquéreurs à la mort d'Eberhard de Wenkheim. Antoine-Ulrich de Saxe-Meiningen commande à l'architecte Alessandro Rossini de le reconstruire en style baroque et son fils Georges Ier fait dessiner un parc à l'anglaise et construire une résidence d'été. On creuse un lac articifiel et l'on aménage une cascade, la cascade Louise en 1800, ainsi que plus tard des pavillons chinois, des écuries et une orangerie. Le prince Bernard-Éric de Saxe-Meiningen (1800-1882) fait ériger une croix de fer en l'honneur de saint Boniface en 1814.

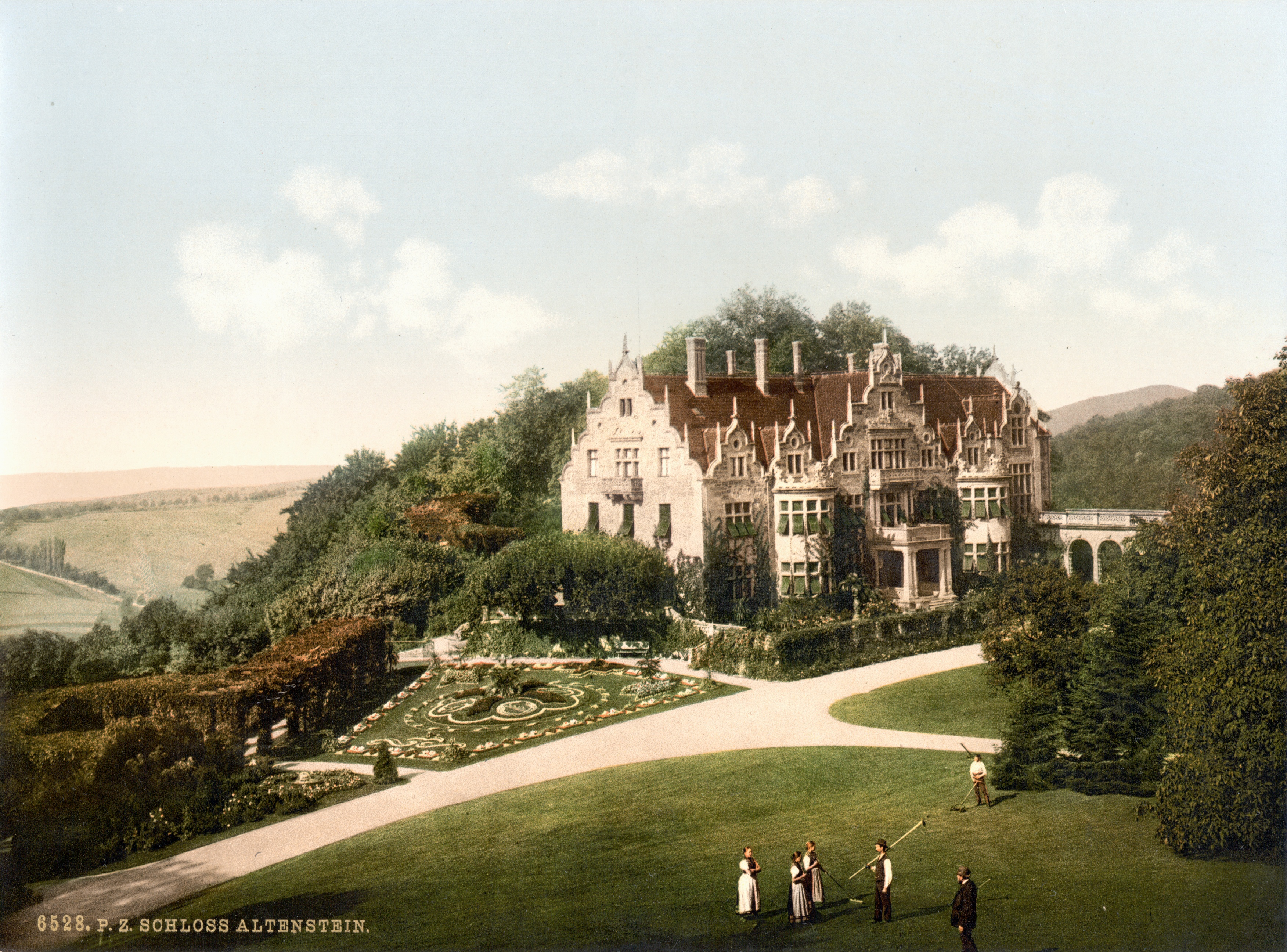
Vue du château d'Altenstein en 1900

Une grande réception se tient à Altenstein, le 13 août 1846, en l'honneur de l'anniversaire de la princesse Adélaïde épouse duc de Clarence, futur roi d'Angleterre, sous le nom de Guillaume IV. Le parc est agrandi entre 1846 et 1852, sous la direction d'Eduard Petzold.
Le duc de théâtre Georges reconstruit le château en style anglais néorenaissance en 1888-1889. Il est prêt pour la visite du Kaiser Guillaume, le 11 août 1889. Mais le duc annule cette réception au dernier moment, car l'empereur se refusait à adresser la parole à la baronne de Heldburg (1839-1923), épouse morganatique du duc.
Le parc est encore aménagé entre 1890 et 1900 et fait l'admiration de beaucoup. Johannes Brahms est invité au château par le duc son mécène. Celui-ci meurt en 1914 et en novembre 1918, pendant la révolution, les souverains allemands doivent abdiquer.
Le prince Bernard III de Saxe-Meiningen-Hildburghausen et son épouse Charlotte (sœur de Guillaume II) sont enterrés dans le parc. Le château devient la résidence du prince Ernest de Saxe-Meiningen et est vendu après sa mort (qui a lieu en décembre 1941) en 1942 à l'État de Thuringe par sa veuve.

## Source partielle

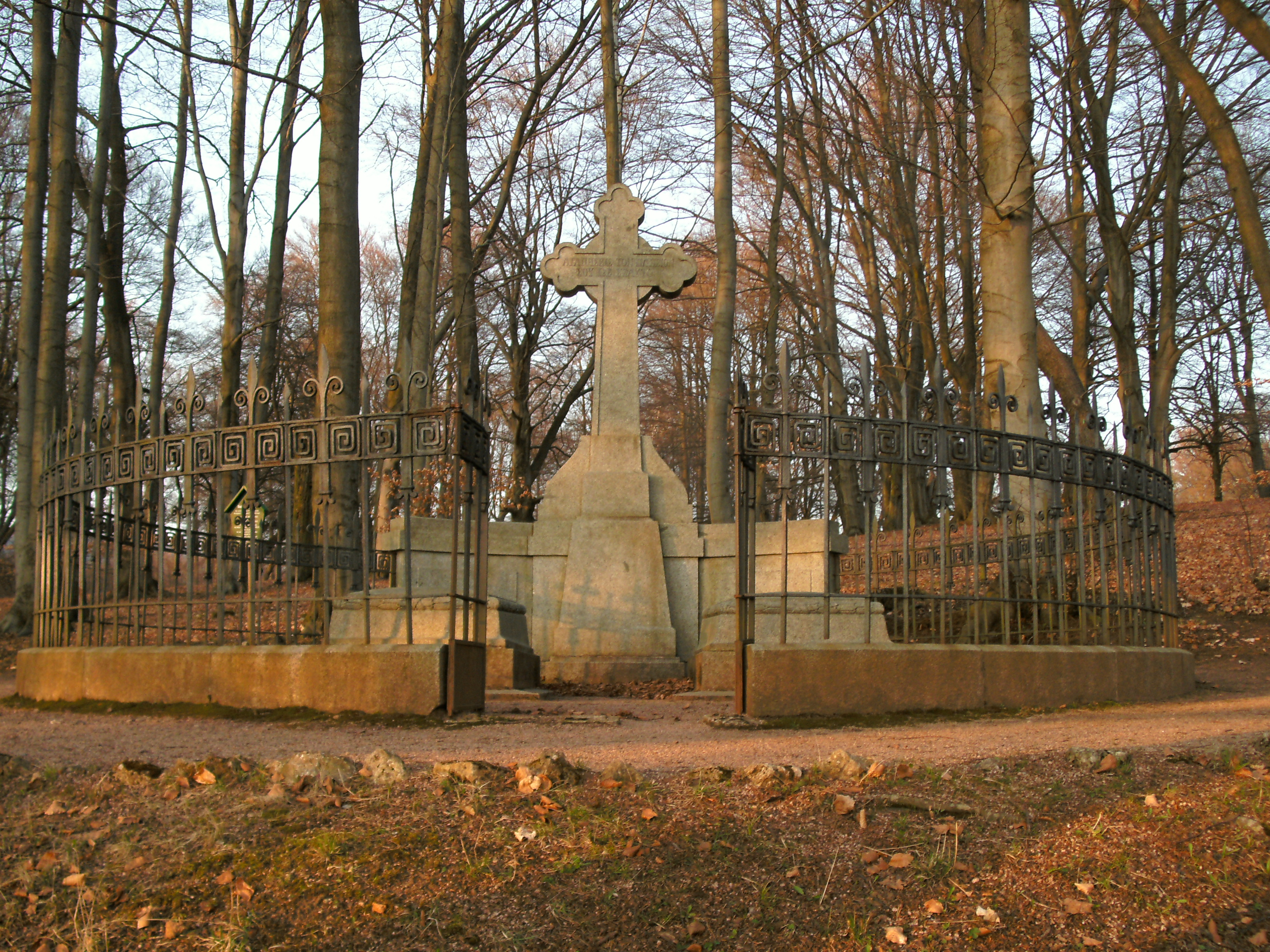
Tombe du duc Bernard III

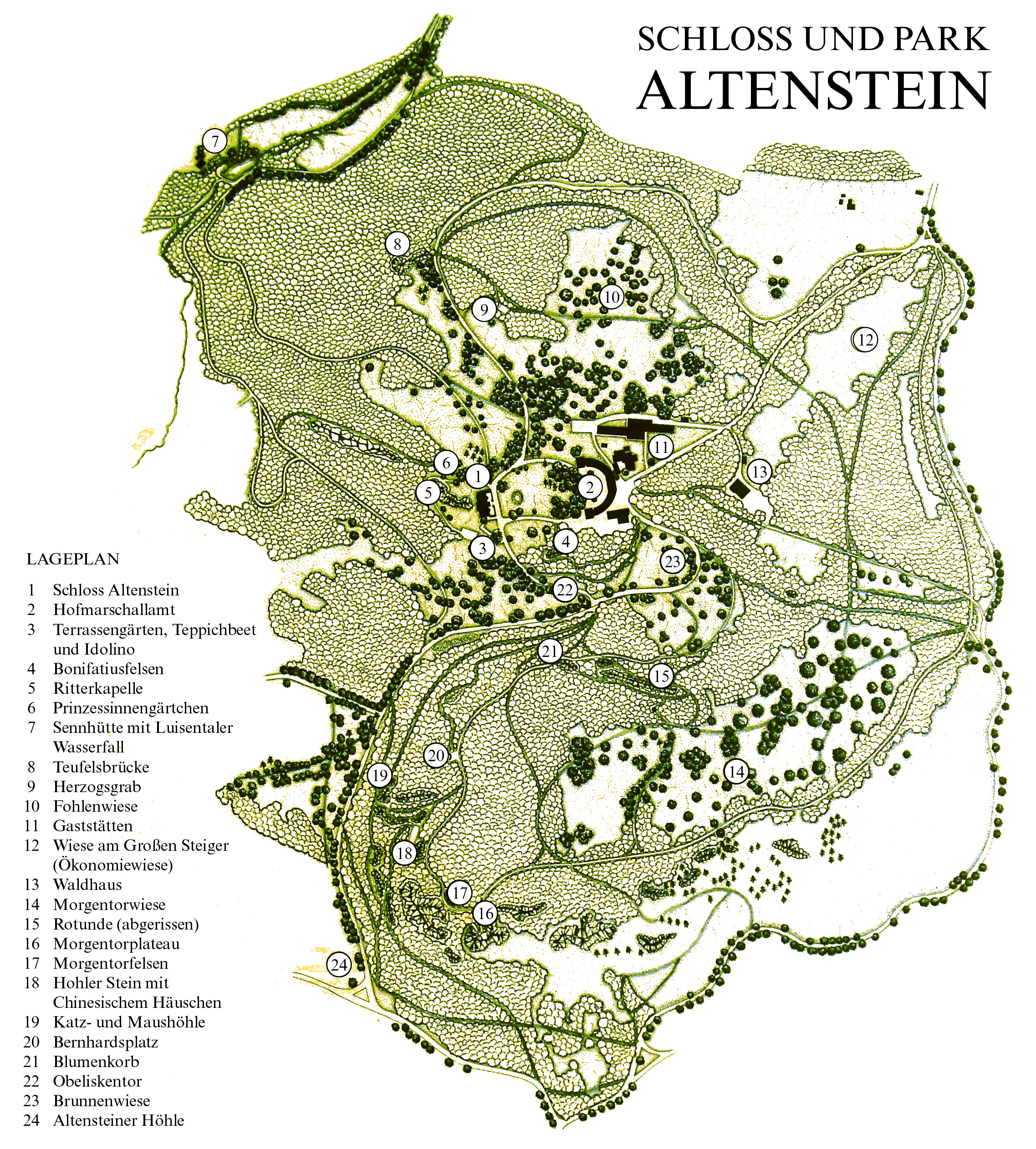
Plan du parc et château

Marie-Nicolas Bouillet  et Alexis Chassang (dir.), « Château d'Altenstein » dans Dictionnaire universel d’histoire et de géographie, 1878 (lire sur Wikisource)